# Vakarel, Sofia
Vakarel (în bulgară Вакарел) este un sat în comuna Ihtiman, regiunea Sofia,  Bulgaria. 

## Demografie
Componența etnică a satului Vakarel
     Bulgari (73,67%)
     Romi (8,57%)
     Nicio identificare (17,75%)
     Altele (0%)
La recensământul din 2011, populația satului Vakarel era de 1.994 locuitori. Din punct de vedere etnic, majoritatea locuitorilor (73,67%) erau bulgari, cu o minoritate de romi (8,57%). Pentru 17,75% din locuitori nu este cunoscută apartenența etnică.